# Barbara Karlich

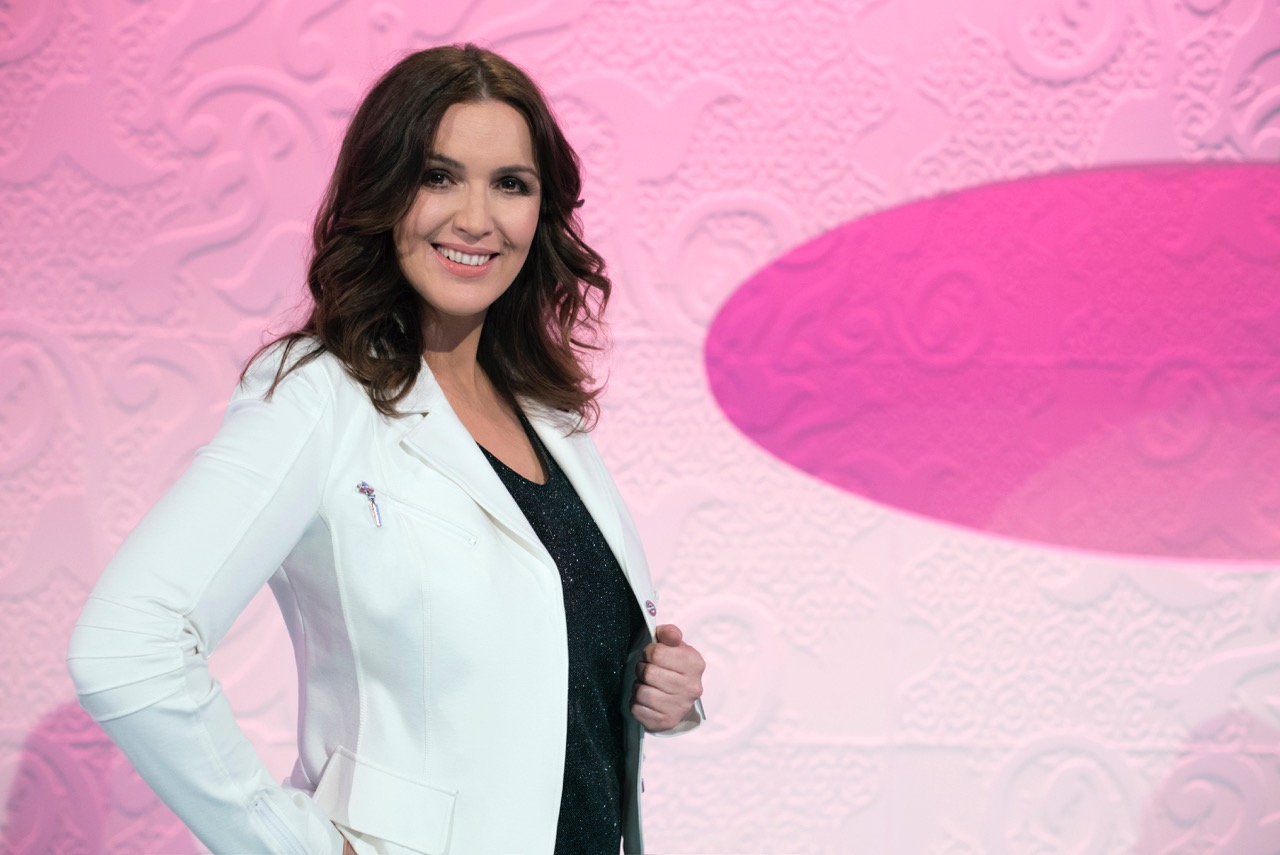
Barbara Karlich (2014)

Barbara Karlich (* 7. Jänner 1969 in Wien) ist eine österreichische Fernsehmoderatorin, Journalistin und Publizistin.

## Leben
Barbara Karlich ist Tochter des Unternehmers Viktor Karlich und der Bibliothekarin Katharina Karlich. Sie wuchs in Trausdorf im Burgenland auf und gehört der burgenländisch-kroatischen Minderheit an. Sie maturierte 1987 am Gymnasium Eisenstadt. Karlich studierte an der Universität Wien Publizistik, Psychologie und Theaterwissenschaft und schloss das Publizistikstudium ab. Sie besuchte auch den Hochschullehrgang für Öffentlichkeitsarbeit.
Nach einem Volontariat im ORF-Landesstudio Burgenland, wo sie erste journalistische Erfahrungen sammelte, arbeitete sie in verschiedenen Werbeagenturen, als Journalistin war sie im Wirtschaftsbereich tätig. Ihre Karriere beim Radio begann 1996, zuletzt moderierte sie beim früheren Privatsender 92.9 RTL (Österreich) die tägliche Morgenshow Barbarella und die Morgencrew.
1999 wurde Karlich von der Intendantin Kathrin Zechner zum ORF-Fernsehen geholt, wo sie seit 27. Oktober 1999 ihre werktags gesendete Show moderiert. Die Barbara Karlich Show auf ORF2 gehört zu den am längsten gesendeten Talkshows im deutschsprachigen Fernsehen; die Absetzung wurde im April 2025 angekündigt. Im Sommer 2001 führte sie durch die Reality-Doku Wie das Leben so spielt, die Menschen in besonderen und bewegenden Momenten ihres Lebens zeigte. In den Jahren 2000, 2001 und 2002 moderierte sie die jährliche Gala Kinder für Licht ins Dunkel, von Ende 2003 bis Anfang 2005 besuchte sie ehemalige Gäste ihrer täglichen Talkshow für den Spin-off Karlich danach. Seit 2015 moderiert sie mit Armin Assinger die Bundesländerhauptabend-Show 9 Plätze – 9 Schätze.
Ab 10. März 2006 nahm sie an der zweiten Staffel der ORF-Show Dancing Stars teil. Mit ihrem Tanzpartner Alexander Zaglmeier erreichte sie den 7. Platz und musste die Sendung nach der 4. Runde am 31. März 2006 verlassen.
Sie arbeitete (nach eigenen Angaben) 2009 am Institut für Soziologie der Universität Wien an einer Dissertation zum Thema Die Bühne der Talkshow – Alltag und Lebenswelt der Talkgäste.
Barbara Karlich lebt im Burgenland. Sie war von 2005 bis 2006 mit Christoph Preitschopf und von 2008 bis 2012 mit Roland Hofbauer verheiratet, der auch der Vater ihrer 2008 geborenen Tochter ist.

## Schauspielkarriere
Seit vielen Jahren zeigt Karlich schauspielerische Ambitionen. 2015 war sie in der Serie Vorstadtweiber zu sehen und sie drehte für die Tatort-Folge Gier, die 2015 ausgestrahlt wurde, in der sie eine Ärztin verkörperte. Zuvor hatte Karlich Gastauftritte in Probieren Sie’s mit einem Jüngeren sowie Schlosshotel Orth. Sie trat wiederholt bei Sommertheater-Veranstaltungen auf, so unter anderem in Berndorf, Bromberg sowie Pitten, wo sie 2010 die Intendanz übernommen hatte. 2016 gab sie die Buhlschaft im Jedermann am Sommertheater Parndorf.
Karlich ist Leiterin einer kroatischen Laientheatergruppe im Burgenland.

## Auszeichnungen
- 2004: Romy als beliebteste Show- und Talkmasterin.
- 2005: Romy als beliebteste Show- und Talkmasterin.
- 2019: Ehrenzeichen des Landes Burgenland[8]

## Film und Theater (Auswahl)
Film (TV)
- 2000: Probieren Sie’s mit einem Jüngeren (deutsch-österreichische TV-Komödie)
- 2000: Schlosshotel Orth
- 2015: Tatort: Gier
- 2015: Vorstadtweiber
- 2017: Kebab extra scharf!
- 2017: Das kleine Vergnügen

Theater
- Der Widerspenstigen Zähmung – Rolle Katharina (in kroatischer Sprache; Laientheatergruppe im Burgenland)[4]
- 2003: Sommerfestspiele Berndorf – drei Rollen
- 2004–2006: Bromberger Hexensommer
- 2010: Pitten „Der Widerspenstigen Zähmung“ in der Musicalfassung

## TV-Moderationen
- seit 1999: Barbara Karlich Show
- seit 2015: 9 Plätze – 9 Schätze

## Schriften
- Public relations für Klein- und Mittelbetriebe untersucht am Beispiel des Steirischen Innovativprogramms. Diplomarbeit. Universität Wien, Wien 1993, OBV.
- Walter Pirchl, — (Bearb.): Mit Vollgas bergauf. „Wazingers“ crazy life. (Taxi Orange, Erlebnisbericht). Ueberreuter, Wien 2001, ISBN 3-8000-3832-3.
- Spitzbuben & Sternschnuppen. Wahre Liebesgeschichten aus Österreich. Edition a Verlagsgesellschaft, Wien 2009. ISBN 978-3-9900100-5-1.